# Lai Hưng
Lai Hưng is een xã van huyện Bến Cát, een huyện in de provincie Bình Dương.
Lai Hưng ligt centraal in het district en grenst in het zuiden aan thị trấn Mỹ Phước, de hoofdplaats van het district. De afstand tot het centrum van Ho Chi Minhstad bedraagt ongeveer veertig kilometer.
De oppervlakte van Lai Hưng bedraagt ongeveer 47,78 km². Lai Hưng heeft 8307 inwoners.